# Yangjae Citizen's Forest (métro de Séoul)
Yangjae Citizen's Forest (hangeul : 논현 ; hanja : 論峴) est une station de passage de la ligne Sin Bundang du métro de Séoul. Elle est située au 116 Maeheon-ro, quartier Yangjae-dong de l'arrondissement Gangnam-gu sur le territioire de la ville Séoul, en Corée du Sud.
Ouverte en 2011, elle est desservie par les rames omnibus et express qui circulent sur la ligne Sin Bundan.

## Situation sur le réseau

Plan du réseau (2023)

La station souterraine Yangjae Citizen's Forest est une station de passage de la ligne Sin Bundang du métro de Séoul : elle est située entre la station Yangjae, en direction du terminus nord Sinsa, et la station Cheonggyesan en direction du terminus sud Gwanggyo..

## Histoire
La station Yangjae Citizen's Forest est mise en service le 28 octobre 2011, lors de l'ouverture à l'exploitation, des 17,3 km de la section de Gangnam à Jeongja,.

## Services aux voyageurs

### Accès et accueil
Établie au 116 Maeheon-ro, quartier Yangjae-dong de l'arrondissement Gangnam-gu, la station dispose de douze bouches, numérotées de 1 à 5. La station est située au deuxième sous-sol. Pour les échanges entre la surface et les deux niveaux en sous-sol elle est équipée d'escaliers, d'escaliers mécaniques et d'ascenseurs. La billetterie dispose d'automates notamment pour les titres de transport et la recharge des cartes.

### Desserte
Yangjae Citizen's Forest, est une station de la ligne 3, avec deux quais latéraux équipés de portes palières.

Installations ligne 3
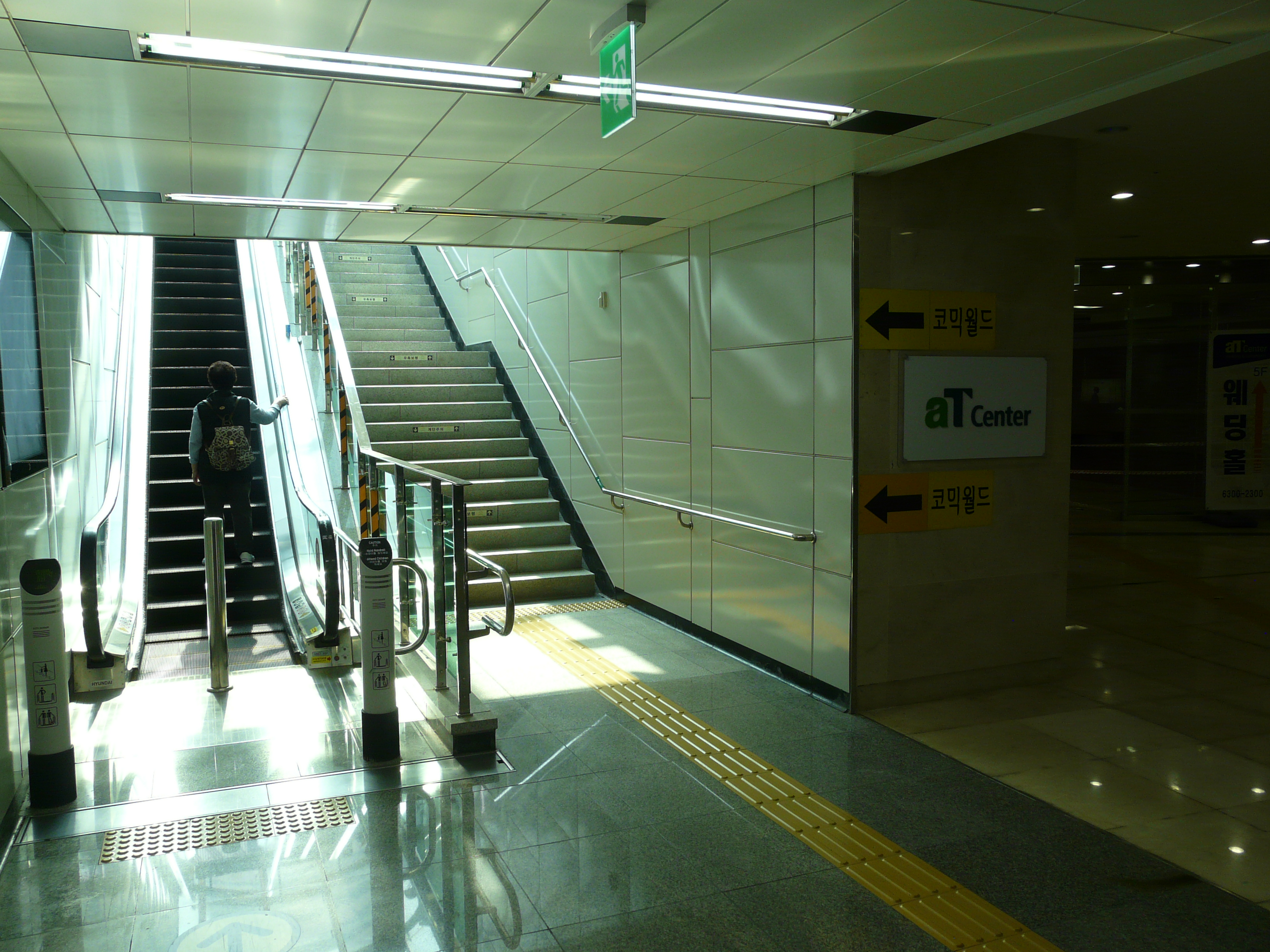
En 2013.
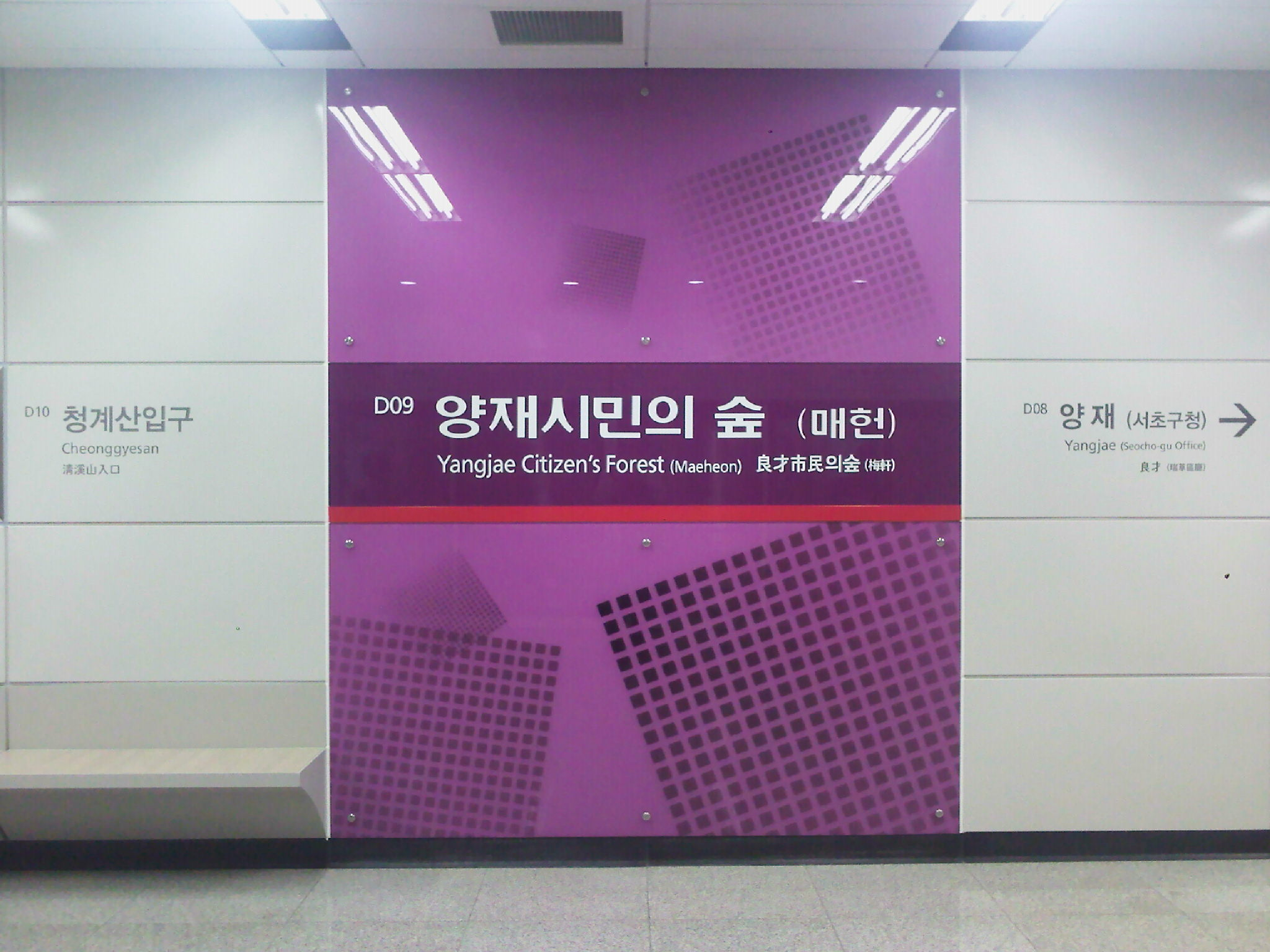
En 2011.
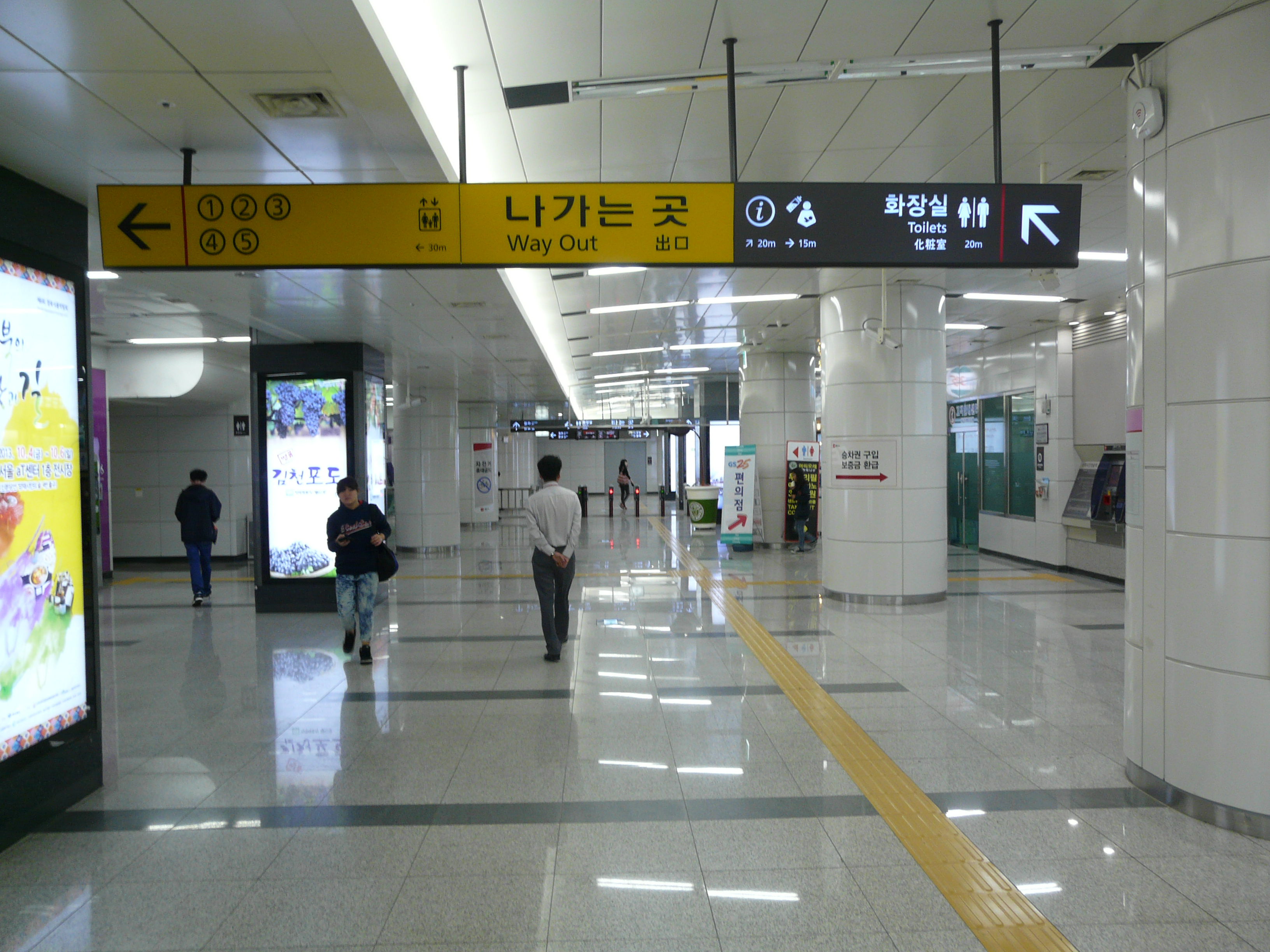
En 2013.

### Intermodalité
Des arrêts de bus sont situés à proximité des bouches du métro.